# Karas
 Ovo je glavno značenje pojma Karas. Za istoimenu namibijsku regiju pogledajte Karas (regija).
Karas (latinski: Carassius carassius) vrsta je slatkovodne ribe koja pripada rodu Carassius. 
Karasi su slični šaranima, no nemaju brčiće te su manji. Duljina karasa iznosi oko 20 cm. Tijelo karasa obično je tamne boje. Nastanjuju dno mutnih i stajaćih voda Euroazije.